# Confederación Empresarial de Sociedades Laborales de España
La Confederación Empresarial de Sociedades Laborales de España (CONFESAL) es una organización empresarial cuyos objetivos son la representación y defensa de los intereses de las empresas constituidas como sociedades laborales en España.
CONFESAL es la confederación representativa de las sociedades laborales y empresas participadas por sus trabajadores a nivel nacional. Es una organización empresarial sin ánimo de lucro, independiente, plural y participativa, cuyo objetivo es la representación y defensa de los intereses de las organizaciones territoriales integradas en su seno, así como de las empresas asociadas a las mismas. CONFESAL tiene como objeto conseguir la consolidación de un espacio de interlocución para las Sociedades Laborales y Participadas en España, como fórmula moderna, flexible y competitiva, capaz de dar a los trabajadores la posibilidad de crear y gestionar sus propias empresas a través de las formas jurídicas de la sociedad anónima laboral, la sociedad limitada laboral y otras formas de participación de los trabajadores en la empresa.
La Confederación Empresarial de Sociedades Laborales (CONFESAL) se constituyó en Madrid el 4 de julio de 1987. CONFESAL integra a asociaciones, federaciones y agrupaciones de sociedades laborales de toda España.
Actualmente existen en España un total de 12.000 sociedades laborales que dan empleo a cerca de 64.000 personas, según los datos del Ministerio de Empleo y Seguridad Social. Este tipo de empresas cuenta, desde octubre de 2015, con un nuevo marco normativo, la Ley 44/2015 de 14 de octubre de Sociedades Laborales y Participadas.

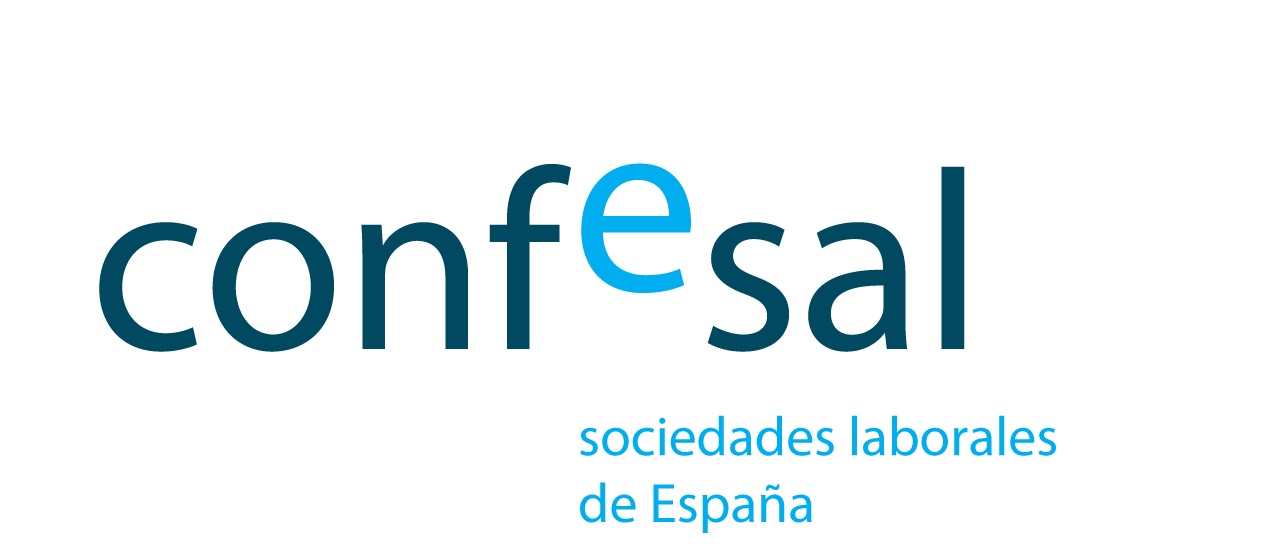
imagen Confesal

https://commons.wikimedia.org/wiki/File:Logo_soc_lab_de_Espa%C3%B1a.jpg